# Pawłowice Wielkie
Pawłowice Wielkie (niem. Pohlwitz) – wieś w Polsce położona w województwie dolnośląskim, w powiecie jaworskim, w gminie Wądroże Wielkie.

## Podział administracyjny
W latach 1975–1998 miejscowość administracyjnie należała do województwa legnickiego.

## Nazwa
Nazwa miejscowości jest nazwą patronimiczną pochodzącą od imienia Paweł. Końcówka wice charakterystyczna jest dla słowiańskich nazw miejscowych. Notowana w dokumentach z 1217 roku w zlatynizowanej wersji Paulovici i oznaczała "Wieś Pawła". W historii zapisana również jako Pawłowice oraz w zgermanizowanej wersji Pohlwitz.
Heinrich Adamy zalicza nazwę miejscowości do grupy nazw patronomicznych, która pochodzi od imienia Paweł. W swoim dziele o nazwach miejscowości na Śląsku wydanym w 1888 roku we Wrocławiu wymienia jako najstarszą zanotowaną zlatynizowaną staropolską nazwę miejscowości Pawlowice podając jej znaczenie "Dorf des St. Paulus" czyli po polsku "Wieś św. Pawła".
Wieś wymieniona została w staropolskiej, zlatynizowanej formie Polchoviz w łacińskim dokumencie wydanym w 1202 roku wydanym we Wrocławiu przez kancelarię biskupa wrocławskiego Cypriana. W kolejnym dokumencie z 1217 roku miejscowość wymieniona jest w jako Paulovici.

## Zabytki
Do wojewódzkiego rejestru zabytków wpisane są obiekty:
- pałac, z 1584 r.
- budynek gospodarczy
- zespół folwarczny, przy zespole pałacowym, z drugiej połowy XIX-XX w.:
  - oficyna mieszkalna (nr 26 B)
  - dom mieszkalno-gospodarczy (nr 26 C)
  - oficyna mieszkalna (nr 26 D)
  - trzy obory
  - stajnia
  - chlewnia
  - dwie stodoły